# Erodium somanum
Erodium somanum là một loài thực vật có hoa trong họ Mỏ hạc. Loài này được Pesmen mô tả khoa học đầu tiên năm 1968.